# Fritillaria whittallii
Fritillaria whittallii är en liljeväxtart som beskrevs av John Gilbert Baker. Fritillaria whittallii ingår i Klockliljesläktet och i familjen liljeväxter. Inga underarter finns listade.

## Bildgalleri

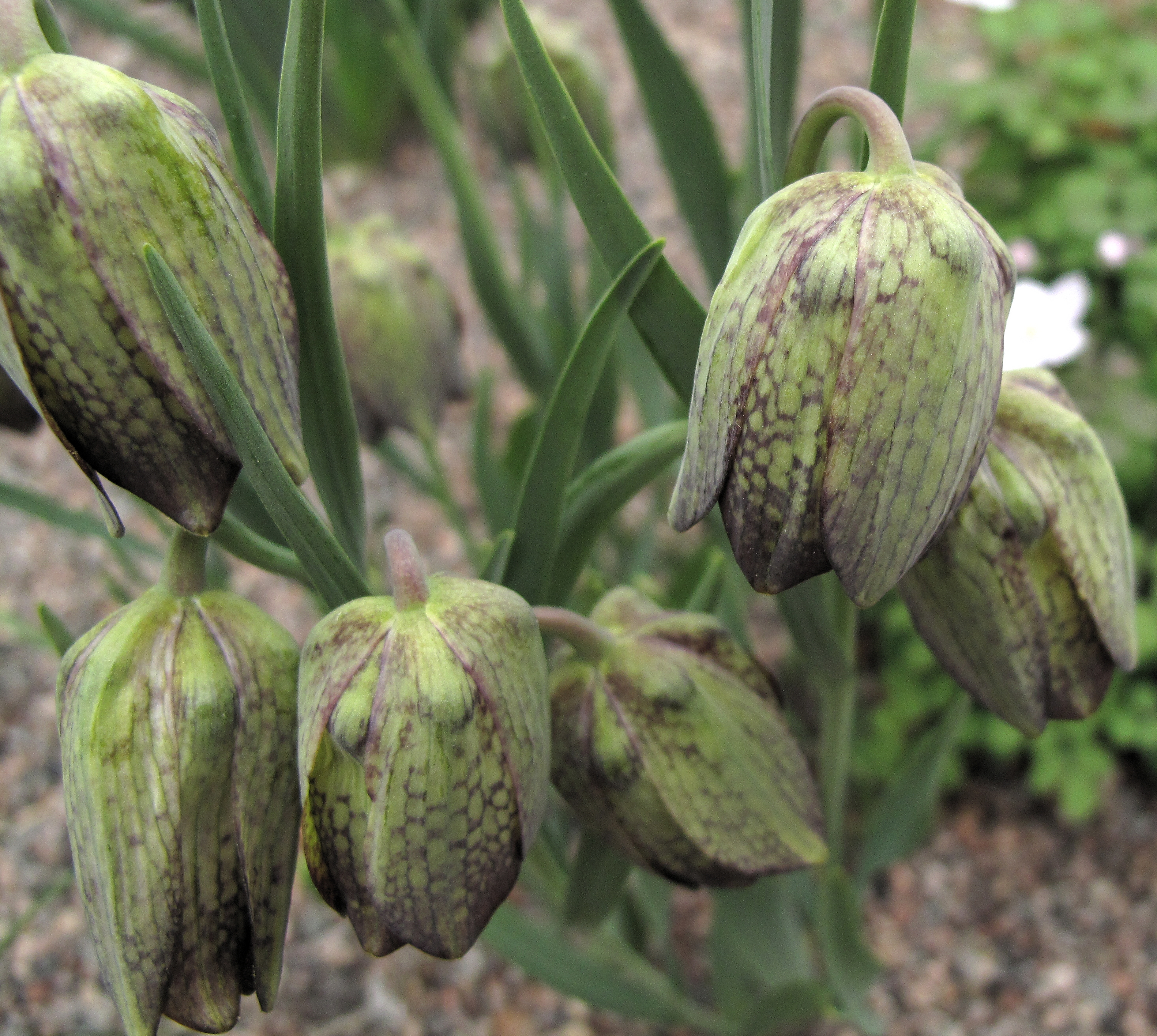